# Sadd Darbandikhan
Sadd Darbandikhan (arabiska: سد دربندخان, kurdiska: Sedeke, سەدەكە) är en dammbyggnad i Irak.   Den ligger i distriktet Darbandokeh District och provinsen Sulaymaniyya, i den nordöstra delen av landet, 230 km nordost om huvudstaden Bagdad. Sadd Darbandikhan ligger 474 meter över havet.
Terrängen runt Sadd Darbandikhan är kuperad. Runt Sadd Darbandikhan är det ganska tätbefolkat, med 83 invånare per kvadratkilometer. Omgivningarna runt Sadd Darbandikhan är i huvudsak ett öppet busklandskap.